# Sofia (Madagaskar)

Die Region Sofia liegt im Nordwesten Madagaskars

Sofia ist eine der 22 Regionen Madagaskars. Es gehört zur (alten) Provinz Mahajanga im Nordwesten der Insel und liegt an der Straße von Mosambik. Im Jahr 2004 lebten 940.800 Einwohner in der Region.

## Geographie
Die Region Sofia hat eine Fläche von 50.100 km². Hauptstadt ist Antsohihy.

## Verwaltungsgliederung
Die Region ist in sieben Distrikte aufgeteilt:
- Mandritsara
- Befandriana-Nord
- Bealanana
- Antsohihy
- Analalava
- Port-Bergé
- Mampikony